# Flavia Pennettaová

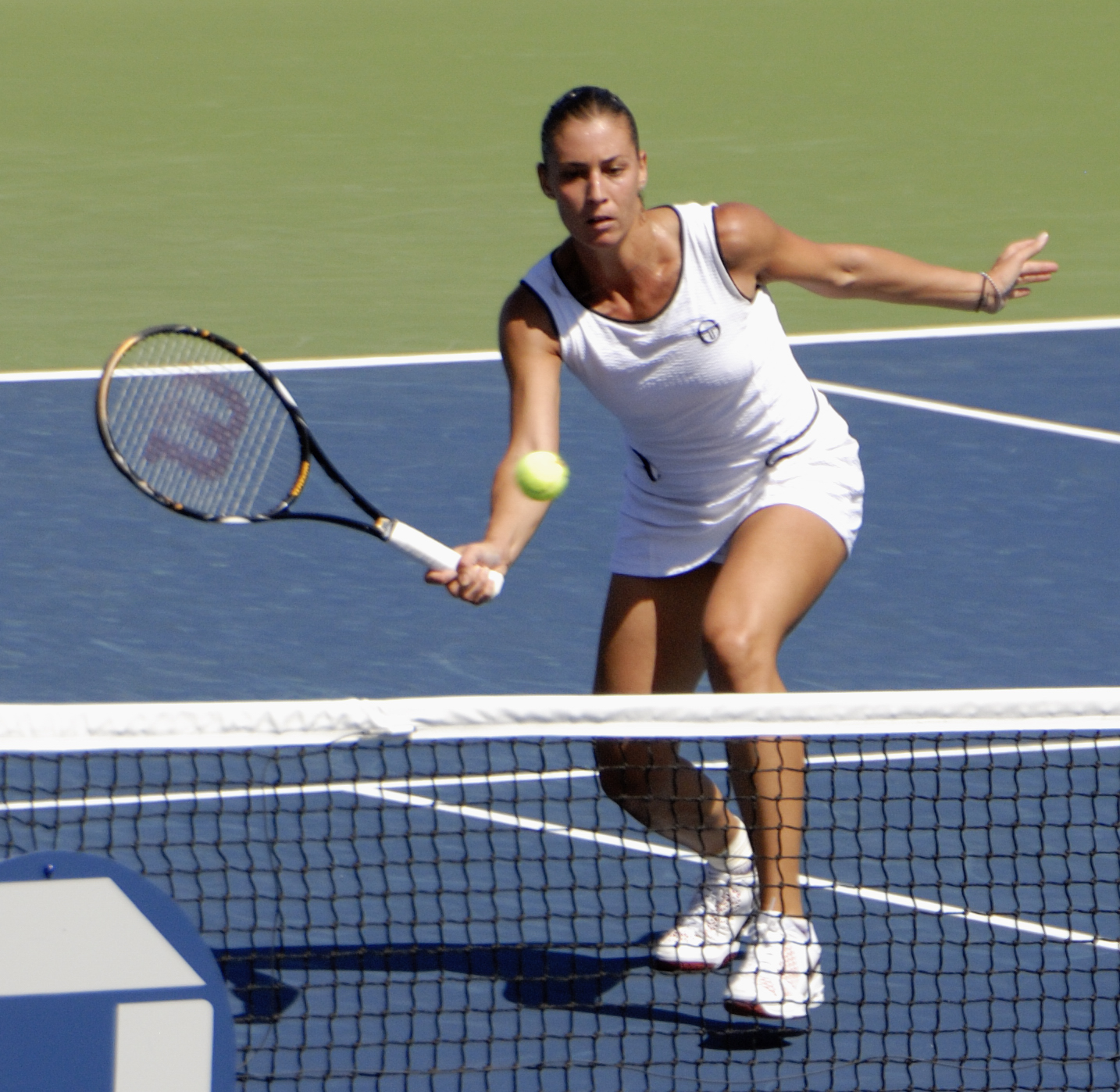
Pennettaová na US Open 2009

Flavia Pennettaová (nepřechýleně: Pennetta, * 25. února 1982 Brindisi) je bývalá italská profesionální tenistka, vítězka ženské dvouhry na US Open 2015, bývalá světová jednička ve čtyřhře, vítězka Turnaje mistryň 2010 a grandslamu Australian Open ve čtyřhře z roku 2011. Ve své dosavadní kariéře vyhrála na okruhu WTA Tour jedenáct singlových turnajů, když první z nich získala na antukovém Orange Warsaw Open 2004. Ve čtyřhře pak dokázala vybojovala sedmnáct trofejí, když si premiérovou z nich připsala s Jelenou Dementěvovou na LA Women's Tennis Championships 2005. V rámci okruhu ITF získala sedm titulů ve dvouhře a devět ve čtyřhře.
Na žebříčku WTA byla ve dvouhře nejvýše klasifikována v září 2015 na 6. místě a ve čtyřhře pak v únoru 2011 na 1. místě. Stala se vůbec první Italkou, která pronikla do první desítky klasifikace žebříčku WTA. Na juniorském kombinovaném žebříčku ITF byla nejvýše hodnocena v lednu 2000 na 49. místě.
Na nejvyšší grandslamové úrovni vyhrála newyorský US Open 2015, kde v italském finále zdolala krajanku Robertou Vinciovou. Během slavnostního ceremoniálu oznámila, že po dohrání sezóny ukončí profesionální tenisovou kariéru. Rozloučení pak proběhlo 10. května 2016 na Pietrangeliho dvorci během Rome Masters. Přes půlroční neaktivitu se ve vydání žebříčku z 16. května 2016 vrátila do první světové desítky, a to na 10. příčku.
V ženském deblu triumfovala společně s Argentinkou Giselou Dulkovou na Australian Open 2011, když ve finále porazily poměrem 2–6, 7–5 a 6–1 bělorusko-ruský pár Viktoria Azarenková a Maria Kirilenková. V roce 1999 získala na dvorcích Rolanda-Garrose juniorské grandslamové vítězství ve čtyřhře French Open spolu s Robertou Vinciovou.
V italském fedcupovém týmu debutovala v roce 2003 utkáním 1. kola světové skupiny proti Švédsku, v němž dokázala ve dvou sadách přehrát Hannu Nooniovou. Následně ještě ve dvouhře zdolala Sofii Arvidssonovou a ve čtyřhře společně s Robertou Vinciovou zvítězily nad dvojicí Sofia Arvidssonová a Maria Wolfbrandtová. Italky v sérii zvítězily celkově 3-2 na zápasy. V soutěži nastoupila k osmnácti mezistátním utkáním s bilancí 21–4 ve dvouhře a 4–1 ve čtyřhře.

## Tenisová kariéra
Tenis začala hrát ve věku pěti let. V roce 1997 poprvé nastoupila na juniorském turnaji ve Florencii. Pennettová se tam dostala do druhého kola. O něco lépe si vedla v roce 1999, kdy vyhrála dva tituly ve dvouhře na okruhu ITF (Cagliari, Grado) a dva tituly ve čtyřhře (Cagliari, Alghero). Partnerkou jí byla především Roberta Vinciová, s kterou získala pohár na Italian Junior Open a poté se staly vítězkami i na French Open. S juniorskými soutěžemi se rozloučila v roce 2000 v Austrálii.
V den svých osmnáctých narozenin, 25. února 2000, se stala profesionální tenistkou. Dlouho se neúspěšně zkoušela probojovat do hlavního žebříčku WTA. Povedlo se jí to teprve v roce 2002 v Memphisu. Prohrála tam s Šinobu Asagoeovou. Zahrála si rovněž v Palermu a Sopotách. Právě v Polsku poprvé v profesionálním utkání hlavního turnaje odešla z kurtu vítězně. Vyřadila Bělorusku Taťánu Pučekovou, ale následujícího dne již nedokázala vzdorovat silnější Věře Zvonarovové. Solidní výsledky na turnajích ITF ji posunuly mezi stovku nejlepších tenistek světa.
V lednu 2003 v Canbeře si vylepšila svůj nejlepší výkon dosavadní kariéry, když se dostala do čtvrtfinále. V něm byla poražena Francescou Schiavoneovou. O měsíc později už figurovala mezi semifinalistkami turnaje v Hajdarábádu. Postarala se tam o senzační vítězství nad 4. nasazenou Mary Pierceovou. V tomto roce hrála na všech čtyřech grandslamových turnajích. Nejlepšího výsledku dosáhla v Paříži, kde se dostala do 3. kola; mimo jiné tam porazila Američanku Lisu Raymondovou.

### 2004
Do světové špičky vtrhla v sezóně 2004, kdy hrála troje finále na turnajích WTA Tour. V Acapulcu prohrála s Ivetou Benešovou a v Palermu s Anabel Medinovou Garriguesovou. Avšak v srpnu v Sopotách byla již Pennettaová bezkonkurenční. V semifinále vyřadila Martu Domachowskou, ve finále Kláru Koukalovou a poprvé se stala vítězkou na profesionálním turnaji WTA. Kromě těchto turnajů se ještě dostala do semifinále v Budapešti (prohrála s Jankovičovou) a dvakrát do čtvrtfinále v Canbeře a v Cincinnati. Vyhrála také jeden z turnajů ITF v Cuneu, kde vyřadila začínající Annu Čakvetadzeovou. Rok zakončila na 40. místě žebříčku WTA.

### 2005
Dobrou formu si udržela také v následujících měsících. V únorových turnajích roku 2005 v Bogotě a v Acapulcu vyhrála další dva tituly. Italka hrála skvěle především na antuce, neprohrála na ní patnáct utkání v řadě. Do semifinále se tento rok probojovala dvakrát; v Modeně prohrála s Annou Smašnovovou a v Palermu s Klárou Koukalovou. Na turnaji ve Filderstadtu, kde nakonec skončila ve čtvrtfinále, se jí podařilo porazit hráčku první světové desítky 4. nasazenou Justine Heninovou.
Hrála na všech čtyřech grandslamových turnajích. Nejlepšího výsledku dosáhla ve Wimbledonu, kde ji až ve 4. kole zastavila Mary Pierceová. Na French Open se nedostala přes třetí kolo a v 1. kole skončila na Australian Open i US Open. V mezičase Flavia dobývala svět čtyřhry, ve které společně s Jelenou Dementěvovou vyhrála turnaj v Los Angeles a o několik týdnů později se také společně probojovaly do finále grandslamového turnaje ve Flushing Meadows.

### 2006
Na počátku roku 2006 na sebe silně upozornila svou přítomností v Gold Coast. Porazila tam Martinu Hingisovou i Tatianu Golovinovou, ale ve finále už nedokázala vzdorovat Češce Lucii Šafářové. Následoval grandslamový turnaj v Austrálii, po kterém postoupila na 16. místo v žebříčku WTA, což je její dosavadní nejlepší umístění. Jako obvykle mohla počítat s oblíbenými turnaji v Latinské Americe. Jak v Bogotě, tak i v Acapulcu se dostala do finále, ale ani jedno se jí nepodařilo vyhrát. Nejprve nestačila na Lourdes Domínguezovou Linovou, a poté ani na Annu-Lenu Grönefeldovou.
Rok 2006 byl pro Pennettovou smolný z hlediska zdravotních problémů. Nejprve odstoupila na jaře z 3. kola turnaje v Indian Wells kvůli zranění kotníku a na podzim sezónu ukončila předčasně ve finále Fed Cupu. Tam sice prohrála ve dvouhře s Justine Heninovou, ale i tak Italky nakonec Belgii porazily 3:2 na zápasy. Příčinou absence Pennettové v dalších turnajích bylo zranění levého zápěstí.

### 2007

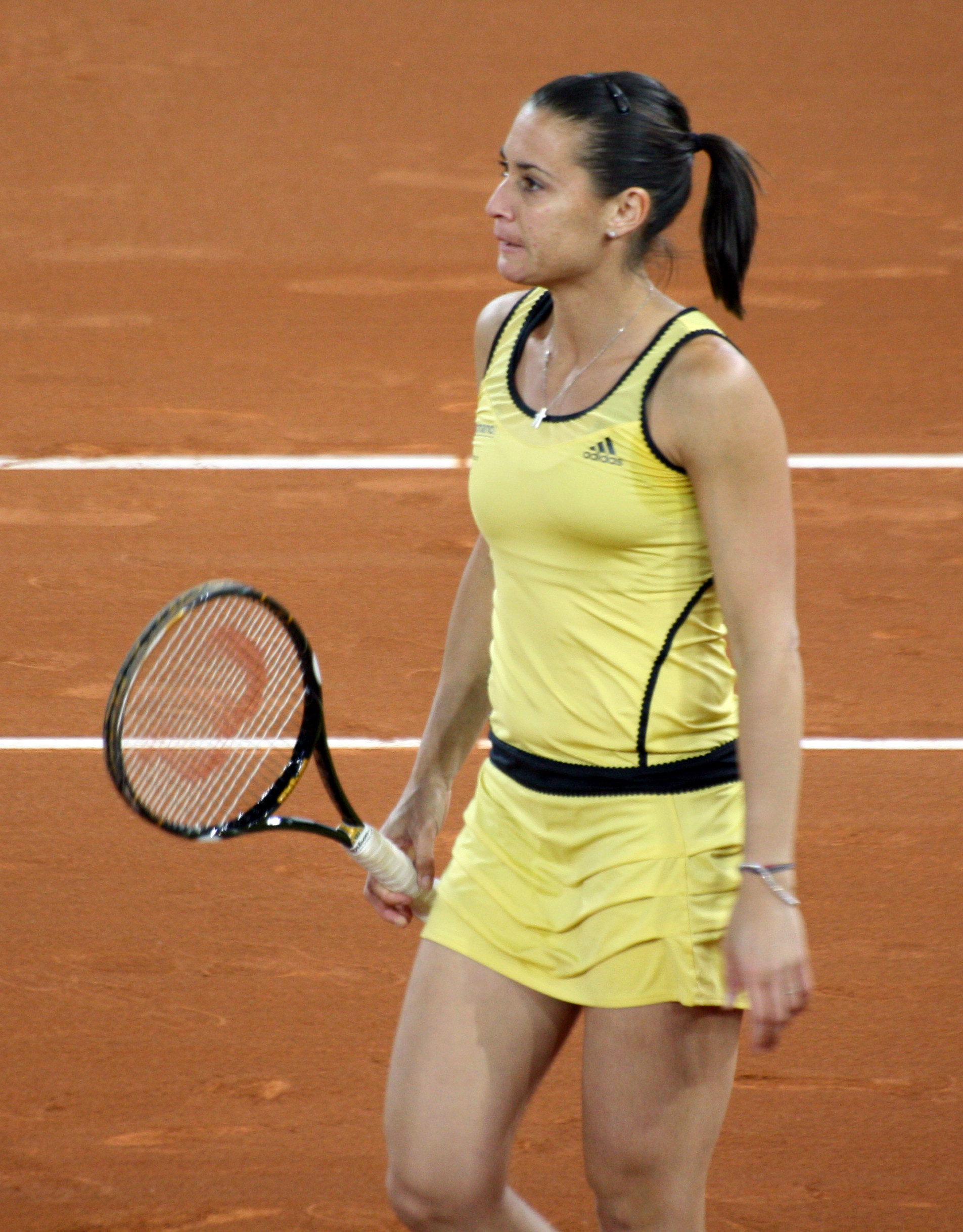
Pennettaová ve finále čtyřhry Mutua Madrileña Madrid Open 2010

Úraz do značné míry zapříčinil její slabší výkony v roce 2007. Již tradičně dobře hrála na turnajích v Bogotě, kde ji v semifinále porazila krajanka Roberta Vinciová ve třech setech a Acapulcu, kde ve finále prohrála s Émilií Loitovou. Do semifinále se dostala ještě jednou, a to v Barceloně, kde ji zastavila 6. nasazená a pozdější vítězka Meghann Shaughnessyová. O týden později došla do čtvrtfinále nizozemském s'Hertogenboschi, kde prohrála s Dinarou Safinovou.
Pak už přišel na řadu Wimbledon a porážka v 1. kole od Marion Bartoliové. Po tomto neúspěchu se propadla až na 92. místo žebříčku WTA (obhajovala tam totiž postup do 4. kola z minulého roku). Na dalším grandslamovém turnaji na US Open si Pennettaová ve 2. kole neporadila s českou jedničkou Nicole Vaidišovou, které podlehla ve dvou setech. Ke konci sezóny přece jen přišlo zlepšení a s ním i lepší výsledky. V Kalkatě se dostala do čtvrtfinále a v dalších dvou turnajích v Soulu a v Tokiu až do semifinále. V říjnu si obohatila svou kolekci pohárů o trofej z Bangkoku, kde vyhrála se Šachar Pe'erovou i Venus Williamsovou. Rok ukončila na 39. místě v žebříčku WTA.

### 2008
Hned na počátku v Hobartu postoupila do semifinále, když cestou mimo jiné porazila Agnieszku Radwańskou či Saniu Mirzaovou, než narazila na řeckou přemožitelku Eleni Daniilidou. Na Australian Open už tradičně nezahrála nejlépe, když nepřešla přes druhé kolo (Virginie Razzanová). Pak přišly na řadu turnaje v Latinské Americe, kde se Pennettaové jako obvykle dařilo. Ve Viña del Mar, kde se konal vůbec první ročník tenisového turnaje, se stala jeho první vítězkou. Ve finále porazila Kláru Zakopalovou, když Zakopalová pro zranění vzdala.

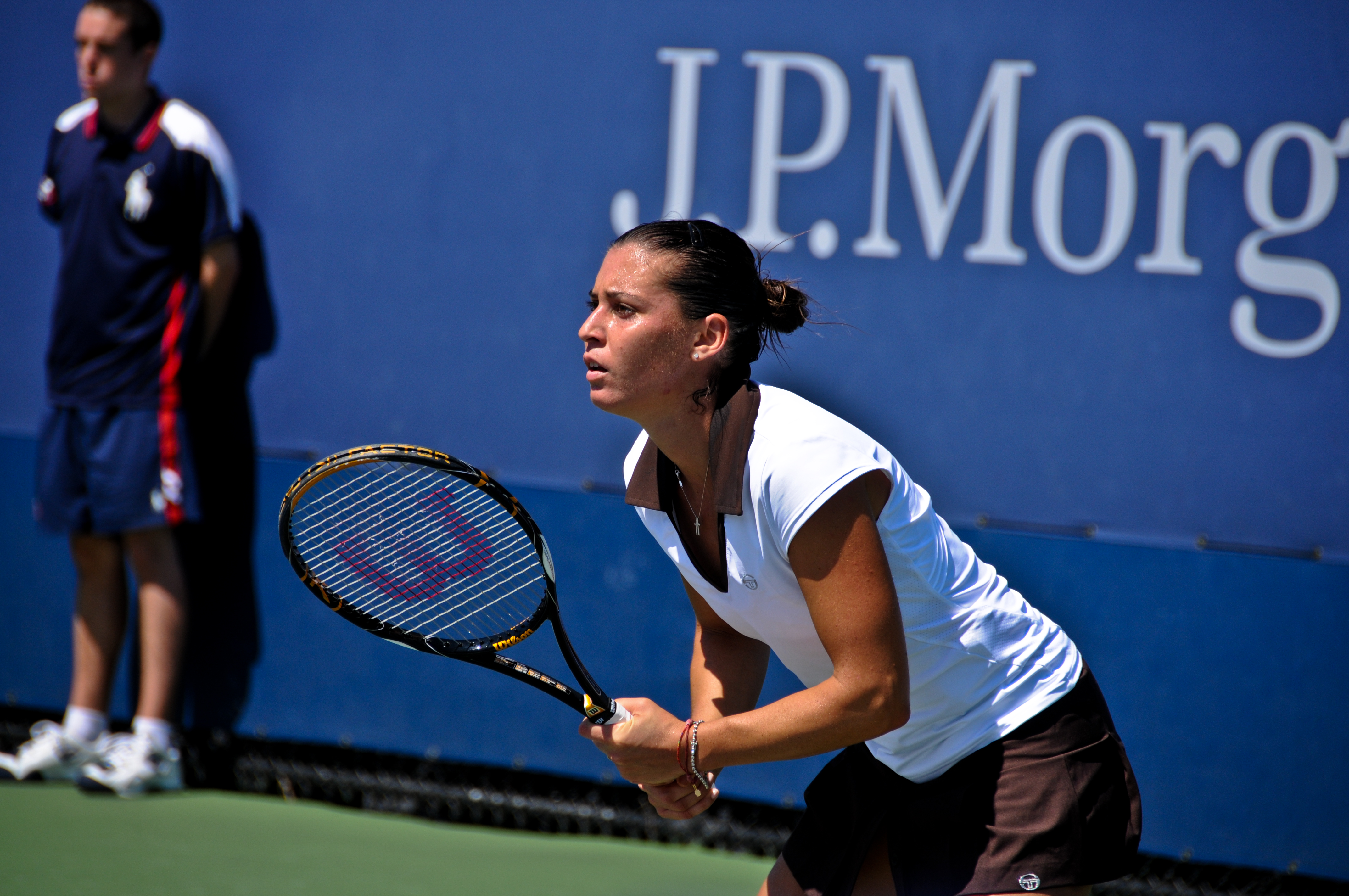
Příjem na US Open 2008

V Acapulcu rovněž nenašla konkurenci a ve svém pátém finále v tomto městě vyhrála s Alizé Cornetovou. Ve čtvrtfinále proti Edině Gallovitsové tam hrála svůj třístý vítězný zápas kariéry.
V dubnu na turnaji v Estorilu vyhrála společně s Marií Kirilenkovou svůj třetí titul ve čtyřhře. Potřetí se dostala do 4. kola grandslamového turnaje, tentokrát na French Open. Porazila tam i osmou nasazenou Venus Williamsovou, než ji vyřadila Carla Suárezová Navarrová. V červenci na turnaji v Palermu v semifinále podlehla pozdější vítězce Saře Erraniové. V Los Angeles, na turnaji Tier II, prohrála až ve finále se 4. nasazenou Dinarou Safinovou. Bylo to její třinácté finále kariéry, ale první na turnaji kategorie lepší než Tier III.

### 2011
V sezóně 2011 pokračovala v deblové spolupráci s Argentinkou Giselou Dulkovou. Společně nezopakovaly svou nejlepší sezónu 2010, v níž získaly šest titulů, vítězství na turnaji mistryň a staly se také světovými jedničkami.

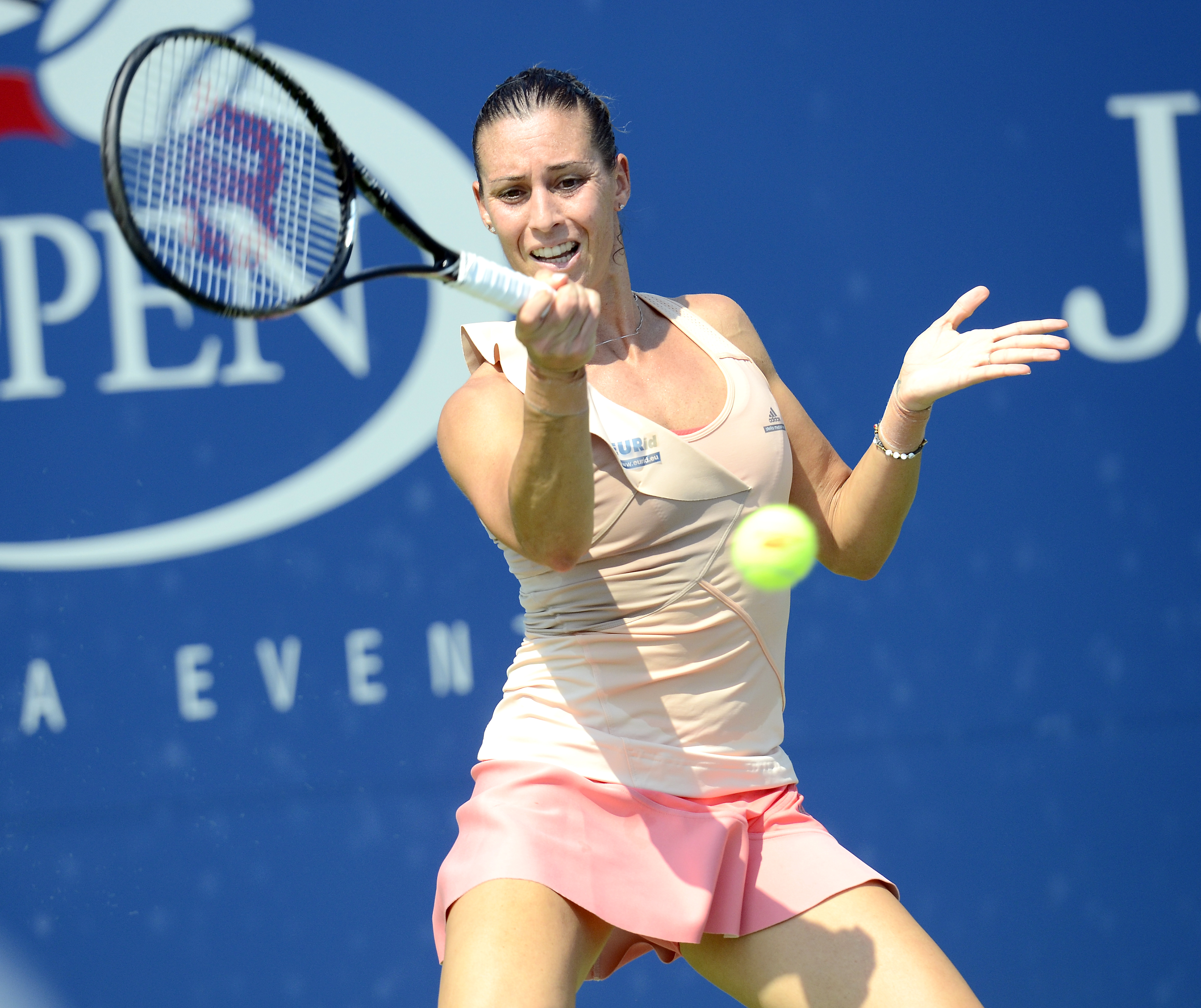
Forhend na US Open 2014

V průběhu sezóny 2011 vyhrály jediný turnaj, jenž ovšem představoval jejich nejprestižnější triumf, a to úvodní grandslam roku Australian Open po finálové výhře nad párem Viktoria Azarenková a Maria Kirilenková. Pro obě hráčky se jednalo o debutový grandslam. V další části sezóny nemohla dvojice obhajovat body kvůli zranění nohy Dulkové.
Kvalitní výsledky předvedly poté až v poslední asijské fázi okruhu, na které se dvakrát probojovaly do finále. Nejdříve v něm neuspěly na Toray Pan Pacific Open, když podlehly páru Huberová a Raymondová a poté opět prohrály v boji o titul na China Open s Peschkeovou a Srebotnikovou. Na zbývajících grandslamech postoupily do čtvrtfinále na French Open a do třetího kola na US Open. Pennettaová dosáhla spolu s Dominikou Cibulkovou finálové účasti na UNICEF Open, kde v boji o titul nestačily české dvojici Záhlavová-Strýcová a Zakopalová. Na závěrečné události sezóny Turnaji mistryň, kam postoupila s Dulkovou z třetího místa, vypadly v semifinále s dvojicí Huberová a Raymondová až v supertiebreaku 7–10.
Ve dvouhře grandslamu se nejdále probojovala na úvodním Australian Open, kde ve čtvrtém kole jako dvacátá druhá nasazená nestačila na Petru Kvitovou.

### 2012
Na LOH v Londýně se dostala až do osmifinále, v němž opět nestačila na Petru Kvitovou.

### 2015
Do sezóny vstoupila v družstvu s Fabiem Fogninim na exhibičním Hopmanově poháru v Perthu, kde po třech porážkách skončily na posledním čtvrtém místě základní skupiny. Její účinkování na Australian Open rychle ukončila v úvodním kole krajanka Camila Giorgiová a neobhájila tak čtvrtfinálové body z předešlého ročníku. Mezi poslední osmičku hráček se podívala na arabském Dubai Tennis Championships, kde ji zdolala bývalá světová jednička Caroline Wozniacká. V roli obhájkyně titulu zavítala na Indian Wells Masters. Cestou do čtvrtfinále na její raketě skončily Madison Brengleová, Samantha Stosurová a ruská světová dvojka Maria Šarapovová. V něm však nenašla recept na silově hrající Němku Sabine Lisickou v těsné třísetové bitvě, když nevyužila tři mečboly. Navazující Miami Open znamenal výhru nad další bývalou první hráčkou světa Viktorií Azarenkovou, než dohrála v osmifinálové fázi s Rumunkou Simonou Halepovou, ačkoli už ve druhé sadě vedla 5–2 na gamy.

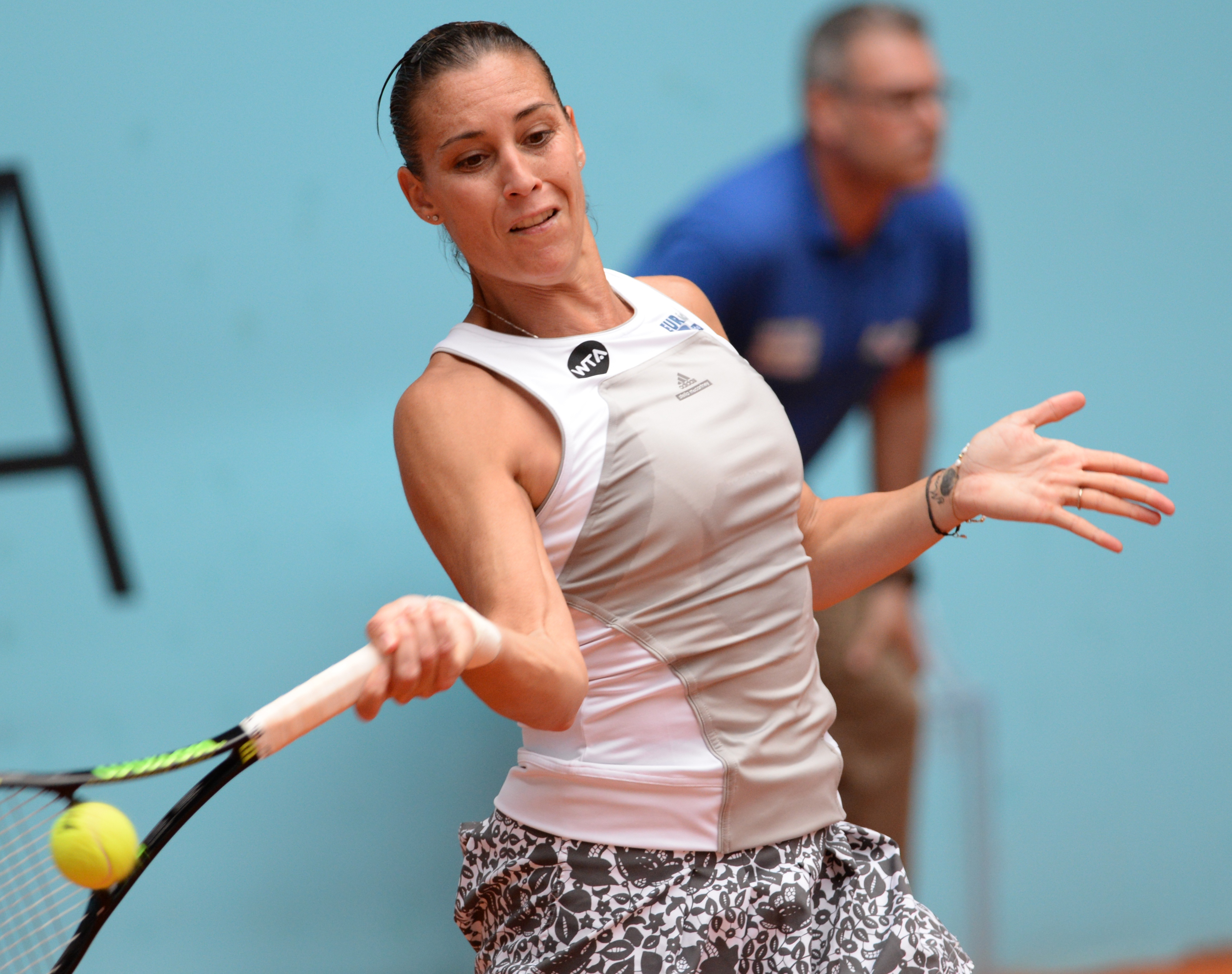
Forhend na Mutua Madrid Open 2015

Ve čtvrtfinále antukového Grand Prix SAR La Princesse Lalla Meryem v Marrakéši odešla poražena od pozdější finalistky Tímey Babosové po třísetovém průběhu. Následovala brzká vypadnutí na větších antukových turnajích, Mutua Madrid Open a Rome Masters, když nejdříve nenašla recept na Andreu Petkovicovou a v Římě pak na Ukrajinku Elinu Svitolinovou. Postupem do čtvrtého kola pařížského grandslamu French Open vyrovnala kariérní maximum. Po výhře nad hráčkou elitní světové desítky Carlou Suárezovou Navarrovou jí vystavila stopku další Španělka Garbiñe Muguruzaová ve dvou setech.
V travnaté části roku zůstala bez jediného vítězného zápasu. Na eastbourneském AEGON International skončila po nezvládnutém duelu s Ruskou Světlanou Kuzněcovovou a ve Wimbledonu její pouť londýnským majorem zastavila Kazaška Zarina Dijasová. Během americké letní série se účastnila torontského Canada Masters, na němž vypadla ve druhé fázi na raketě favorizované světové jedničky Sereny Williamsové po třísetovém průběhu. Poprvé od roku 2008 tak uhrála na Američanku celou sadu. Na cincinnatském Western & Southern Open dosáhla výhry nad Slovenkou Dominikou Cibulkovou, aby ji poté zastavila čerstvá šampionka z Toronta a švýcarská teenagerka Belinda Bencicová. Již v prvním kole opustila newhavenský Connecticut Open, když podlehla obhájkyni finálové účasti Magdaléně Rybárikové ve třech sadách.

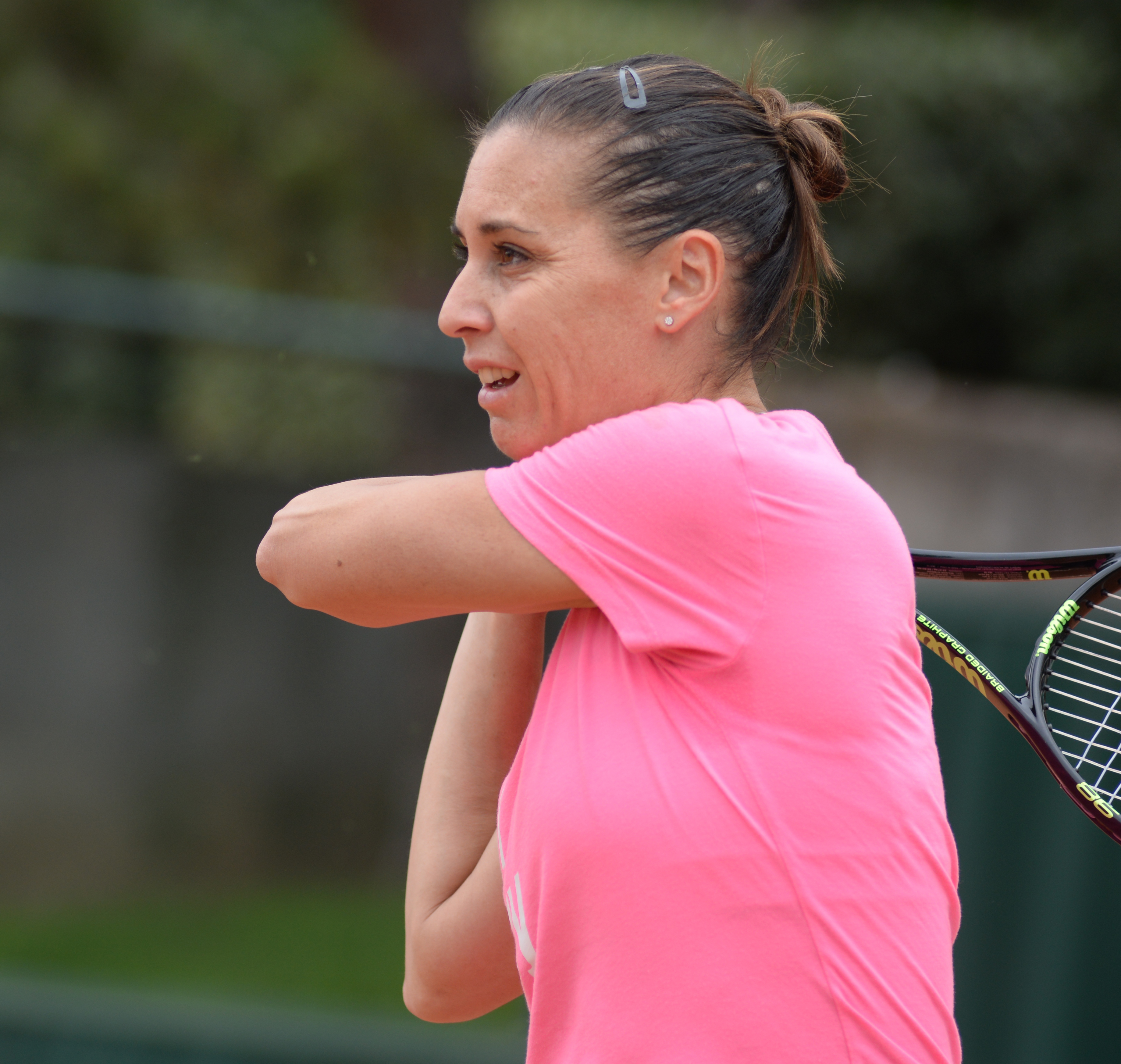
Trénink během French Open 2015

Vrchol kariéry přišel na newyorském grandslamu US Open, kam přijížděla jako dvacátá šestá nasazená. Pošesté za uplynulých sedm let postoupila do čtvrtfinále, když na její raketě postupně skončily Jarmila Gajdošová, Monica Niculescuová, Petra Cetkovská a vítězka z roku 2011 Samantha Stosurová. Mezi poslední osmičkou hráček dokázala otočit utkání proti turnajové pětce Petře Kvitové, přestože prohrála úvodní sadu a ve druhé měla soupeřka za stavu 3–1 výhodu prolomeného podání.. Ani v semifinále ji nezastavila světová dvojka Simona Halepová. Ve finále porazila krajanku Robertu Vinciovou a se ziskem svého premiérového grandslamového titulu oznámila, že po sezóně ukončí ve svých 33 letech kariéru profesionální tenisové hráčky. Obě hráčky debutovaly v singlovém grandslamového finále, což se v open éře do té doby stalo šestkrát. Poprvé od roku 1975, kdy byl zaveden žebříček WTA, se ve finálovém duelu US Open objevily dvě tenistky postavené mimo elitní dvacítku. V součtu věků obou aktérek – 66 let a 16 dní, se jednalo o „nejstarší“ grandslamové finále žen v historii tenisu.
V následné aktualizaci žebříčku WTA se posunula na kariérní maximum, když jí patřilo 8. místo. Před zápasem držela proti Vinciové mírně aktivní poměr vzájemných střetnutí 5–4. Trofej vybojovala během svého posledního grandslamovém startu. Kromě toho se stala první tenistkou v historii, která získala premiérový grandslam až po třicátém roce života, a po Sereně Williamsové, druhou nejstarší šampionkou otevřené éry. Finanční odměna ve výši 3 300 000 dolarů znamenala téměř třetinu částky, kterou do té doby vydělala za celou 15letou profesionální kariéru (10,5 milionu dolarů).
Jako turnajová jednička startovala na čínském Tianjin Open, kde překvapivě nezvládla první klání proti ukrajinské kvalifikantce Ljudmyle Kičenokové. Na China Open hrála z pozice třetí nasazené a konečnou fází se pro ni stalo třetí kolo, v němž podlehla Anastasiji Pavljučenkovové. Poprvé v kariéře se kvalifikovala do dvouhry závěrečného Turnaje mistryň, hraného v Singapuru. Jediné vítězství v červené základní skupině přišlo s pozdější šampionkou Agnieszkou Radwańskou. Naopak nestačila na Halepovou ani Šarapovovou, a procentuální úspěšnost setů a her jí přisoudila poslední, čtvrté, místo.

## Soukromý život
Rodiče Oronzo a Concetta Pennettaovi, i starší sestra Giorgia, hrají tenis rekreačně. Mimo rodného Brindisi, žije také ve švýcarském Verbieru.
Do roku 2007 udržovala partnerský vztah se španělským tenistou Carlosem Moyou. Pro ni traumatický rozchod popsala v biografii Dritto al Cuore (Přímo do srdce). Na počátku roku 2014 se jejím přítelem stal italský tenista Fabio Fognini. Následujícího roku se pár zasnoubil a v červnu 2016 uzavřel sňatek v jihoitalském městě Ostuni. Do manželství se 19. května 2017 narodil syn Federico.

## Finále na Grand Slamu

### Ženská dvouhra: 1 (1–0)
| Stav    | rok  | turnaj  | povrch | soupeřka ve finále | výsledek      |
| ------- | ---- | ------- | ------ | ------------------ | ------------- |
| Vítězka | 2015 | US Open | tvrdý  | Roberta Vinciová   | 7–6(7–4), 6–2 |

### Ženská čtyřhra: 3 (1–2)
| Stav       | rok  | turnaj          | povrch | spoluhráčka       | soupeřky ve finále                     | výsledek      |
| ---------- | ---- | --------------- | ------ | ----------------- | -------------------------------------- | ------------- |
| Finalistka | 2005 | US Open         | tvrdý  | Maria Kirilenková | Cara Blacková Liezel Huberová          | 6–1, 6–1      |
| Vítězka    | 2011 | Australian Open | tvrdý  | Gisela Dulková    | Viktoria Azarenková Maria Kirilenková  | 2–6, 7–5, 6–1 |
| Finalistka | 2014 | US Open         | tvrdý  | Martina Hingisová | Jekatěrina Makarovová Jelena Vesninová | 6–2, 3–6, 2–6 |

## Finále na Turnaji mistryň

### Ženská čtyřhra: 1 (1–0)
| Stav    | rok  | turnaj       | povrch | spoluhráčka    | soupeřky ve finále                     | výsledek |
| ------- | ---- | ------------ | ------ | -------------- | -------------------------------------- | -------- |
| Vítězka | 2010 | Dauhá, Katar | tvrdý  | Gisela Dulková | Květa Peschkeová Katarina Srebotniková | 7–5, 6–4 |

## Finále na okruhu WTA
| Legenda                                               |
| ----------------------------------------------------- |
| D – dvouhra; Č – čtyřhra                              |
| Grand Slam (1–0 D; 1–2 Č)                             |
| Turnaj mistryň (1–0 Č)                                |
| WTA Tournament of Champions (0–1 D)                   |
| Tier I / Premier Mandatory & Premier 5 (1–0 D; 4–6 Č) |
| Tier II / Premier (1–2 D; 4–2 Č)                      |
| Tier III, IV & V / International (8–11 D; 7–6 Č)      |

### Dvouhra: 25 (11–14)
| Stav       | č.  | datum             | turnaj                           | povrch    | soupeřka ve finále            | výsledek             |
| ---------- | --- | ----------------- | -------------------------------- | --------- | ----------------------------- | -------------------- |
| Finalistka | 1.  | 4. března 2004    | Acapulco, Mexiko (1)             | antuka    | Iveta Benešová                | 6–7(5–7), 4–6        |
| Finalistka | 2.  | 22. července 2004 | Palermo, Itálie                  | antuka    | Anabel Medinaová Garriguesová | 4–6, 4–6             |
| Vítězka    | 1.  | 14. srpna 2004    | Sopoty, Polsko                   | antuka    | Klára Koukalová               | 7–5, 3–6, 6–3        |
| Vítězka    | 2.  | 20. února 2005    | Bogotá, Kolumbie                 | antuka    | Lourdes Domínguezová Linová   | 7–6, 6–4             |
| Vítězka    | 3.  | 27. února 2005    | Acapulco, Mexiko (1)             | antuka    | Ľudmila Cervanová             | 3–6, 7–5, 6–3        |
| Finalistka | 3.  | 5. ledna 2006     | Brisbane, Austrálie              | tvrdý     | Lucie Šafářová                | 3–6, 6–3, 5–7        |
| Finalistka | 4.  | 23. února 2006    | Bogotá, Kolumbie                 | antuka    | Lourdes Domínguezová Linová   | 6–7(3–7), 4–6        |
| Finalistka | 5.  | 2. března 2006    | Acapulco, Mexiko (2)             | antuka    | Anna-Lena Grönefeldová        | 1–6, 6–4, 2–6        |
| Finalistka | 6.  | 1. března 2007    | Acapulco, Mexiko (3)             | antuka    | Émilie Loitová                | 6–7(0–7), 4–6        |
| Vítězka    | 4.  | 14. října 2007    | Bangkok, Thajsko                 | tvrdý     | Čan Jung-žan                  | 6–1, 6–3             |
| Vítězka    | 5.  | 17. února 2008    | Viña del Mar, Čile               | antuka    | Klára Zakopalová              | 6–4, 5–4(skreč)      |
| Vítězka    | 6.  | 1. března 2008    | Acapulco, Mexiko (2)             | antuka    | Alizé Cornetová               | 6–0, 4–6, 6–1        |
| Finalistka | 7.  | 24. července 2008 | Los Angeles, Spojené státy       | tvrdý     | Dinara Safinová               | 4–6, 2–6             |
| Finalistka | 8.  | 16. října 2008    | Curych, Švýcarsko                | tvrdý (h) | Venus Williamsová             | 6–7(1–7), 2–6        |
| Finalistka | 9.  | 28. února 2009    | Acapulco, Mexiko (4)             | antuka    | Venus Williamsová             | 1–6, 2–6             |
| Vítězka    | 7.  | 19. července 2009 | Palermo, Itálie                  | antuka    | Sara Erraniová                | 6–1, 6–2             |
| Vítězka    | 8.  | 9. srpna 2009     | Los Angeles, Spojené státy       | tvrdý     | Samantha Stosurová            | 6–4, 6–3             |
| Finalistka | 10. | 9. ledna 2010     | Auckland, Nový Zéland            | tvrdý     | Yanina Wickmayerová           | 3–6, 2–6             |
| Vítězka    | 9.  | 11. dubna 2010    | Marbella, Španělsko              | antuka    | Carla Suárezová Navarrová     | 6–2, 4–6, 6–3        |
| Finalistka | 11. | 18. července 2010 | Palermo, Itálie                  | antuka    | Kaia Kanepiová                | 4–6, 3–6             |
| Finalistka | 12. | 8. ledna 2012     | Auckland, Nový Zéland            | tvrdý     | Čeng Ťie                      | 6–2, 3–6, 0–2(skreč) |
| Finalistka | 13. | 4. března 2012    | Acapulco, Mexiko (5)             | antuka    | Sara Erraniová                | 7–5, 6–7(2–7), 0–6   |
| Vítězka    | 10. | 16. března 201    | Indian Wells, Spojené státy      | tvrdý     | Agnieszka Radwańská           | 6–2, 6–1             |
| Finalistka | 14. | 2. listopadu 2014 | Sofie, Bulharsko                 | tvrdý (h) | Andrea Petkovicová            | 6–1, 4–6, 3–6        |
| Vítězka    | 11. | 12. září 2015     | US Open, New York, Spojené státy | tvrdý     | Roberta Vinciová              | 7–6(7–4), 6–2        |

### Čtyřhra: 34 (17–17)
| Stav       | č.  | datum             | turnaj                                | povrch     | spoluhráčka                 | soupeřky ve finále                                        | výsledek               |
| ---------- | --- | ----------------- | ------------------------------------- | ---------- | --------------------------- | --------------------------------------------------------- | ---------------------- |
| Vítězka    | 1.  | 14. srpna 2005    | Los Angeles, Spojené státy            | tvrdý      | Jelena Dementěvová          | Angela Haynesová Bethanie Matteková                       | 6–2, 6–4               |
| Finalistka | 1.  | 10. září 2005     | US Open, New York, Spojené státy      | tvrdý      | Jelena Dementěvová          | Lisa Raymondová Samantha Stosurová                        | 2–6, 7–5, 3–6          |
| Vítězka    | 2.  | 26. února 2006    | Bogotá, Kolumbie                      | antuka     | Gisela Dulková              | Ágnes Szávayová Jasmin Wöhrová                            | 7–6, 6–1               |
| Finalistka | 2.  | 14. května 2006   | Berlín, Německo                       | antuka     | Jelena Dementěvová          | Jen C’ Čeng Ťie                                           | 2–6, 3–6               |
| Finalistka | 3.  | 22. února 2007    | Bogotá, Kolumbie                      | antuka     | Roberta Vinciová            | Lourdes Domínguezová Linová Paola Suárezová               | 6–1, 3–6, [9–11]       |
| Finalistka | 4.  | 14. června 2007   | Barcelona, Španělsko                  | antuka     | Lourdes Domínguezová Linová | Arantxa Parraová Santonjaová Nuria Llagosteraová Vivesová | 7–6(7–3), 2–6, [12–10] |
| Vítězka    | 3.  | 19. dubna 2008    | Estoril, Portugalsko                  | antuka     | Maria Kirilenková           | Mervana Jugićová-Salkićová İpek Şenoğluová                | 6–4, 6–4               |
| Finalistka | 5.  | 31. července 2008 | Montréal, Kanada                      | tvrdý      | Maria Kirilenková           | Cara Blacková Liezel Huberová                             | 1–6, 1–6               |
| Vítězka    | 4.  | 16. ledna 2009    | Hobart, Austrálie                     | tvrdý      | Gisela Dulková              | Aljona Bondarenková Kateryna Bondarenková                 | 6–2, 7–6(7–4)          |
| Finalistka | 6.  | 22. února 2009    | Bogotá, Kolumbie                      | antuka     | Gisela Dulková              | Nuria Llagosteraová Vivesová María J. M. Sánchezová       | 5–7, 6–3, [7–10]       |
| Finalistka | 7.  | 3. května 2009    | Stuttgart, Německo                    | antuka (h) | Gisela Dulková              | Bethanie Matteková-Sandsová Naďa Petrovová                | 7–5, 3–6, [7–10]       |
| Vítězka    | 5.  | 9. června 2009    | 's-Hertogenbosch, Nizozemsko          | tráva      | Sara Erraniová              | Michaëlla Krajiceková Yanina Wickmayerová                 | 6–4, 5–7, [13–11]      |
| Vítězka    | 6.  | 11. července 2009 | Båstad, Švédsko                       | antuka     | Gisela Dulková              | Nuria L. Vivesová María J. M. Sánchezová                  | 6–2, 0–6, [10–5]       |
| Vítězka    | 7.  | 4. dubna 2010     | Miami, Spojené státy                  | tvrdý      | Gisela Dulková              | Naďa Petrovová Samantha Stosurová                         | 6–3, 4–6, [10–7]       |
| Vítězka    | 8.  | 2. května 2010    | Stuttgart, Německo                    | antuka     | Gisela Dulková              | Květa Peschkeová Katarina Srebotniková                    | 3–6, 7–6(7–3), [10–5]  |
| Vítězka    | 9.  | 8. května 2010    | Řím, Itálie                           | antuka     | Gisela Dulková              | Nuria Llagosteraová Vivesová María J. M. Sánchezová       | 6–4, 6–2               |
| Finalistka | 8.  | 15. května 2010   | Madrid, Španělsko                     | antuka     | Gisela Dulková              | Serena Williamsová Venus Williamsová                      | 2–6, 5–7               |
| Vítězka    | 10. | 10. července 2010 | Båstad, Švédsko (2)                   | antuka     | Gisela Dulková              | Renata Voráčová Barbora Záhlavová-Strýcová                | 7–6(7–0), 6–0          |
| Vítězka    | 11. | 23. srpna 2010    | Montreal, Kanada                      | tvrdý      | Gisela Dulková              | Květa Peschkeová Katarina Srebotniková                    | 7–5, 3–6, [12–10]      |
| Finalistka | 9.  | 9. října 2010     | Peking, Čína                          | tvrdý      | Gisela Dulková              | Čuang Ťia-žung Olga Govorcovová                           | 6–7(2–7), 6–1, [7–10]  |
| Vítězka    | 12. | 23. října 2010    | Moskva, Rusko                         | tvrdý (h)  | Gisela Dulková              | Sara Erraniová María J. M. Sánchezová                     | 6–3, 2–6, [10–6]       |
| Vítězka    | 13. | 31. října 2010    | Turnaj mistryň, Dauhá, Katar          | tvrdý      | Gisela Dulková              | Květa Peschkeová Katarina Srebotniková                    | 7–5, 6–4               |
| Vítězka    | 14. | 28. ledna 2011    | Australian Open, Melbourne, Austrálie | tvrdý      | Gisela Dulková              | Viktoria Azarenková Maria Kirilenková                     | 2–6, 7–5, 6–1          |
| Finalistka | 10. | 17. června 2011   | 's-Hertogenbosch, Nizozemsko          | tráva      | Dominika Cibulková          | Barbora Záhlavová-Strýcová Klára Zakopalová               | 6–1, 4–6, [7–10]       |
| Finalistka | 11. | 1. října 2011     | Tokio, Japonsko                       | tvrdý      | Gisela Dulková              | Liezel Huberová Lisa Raymondová                           | 6–7(4–7), 6–0, [6–10]  |
| Finalistka | 12. | 8. října 2011     | Peking, Čína                          | tvrdý      | Gisela Dulková              | Květa Peschkeová Katarina Srebotniková                    | 3–6, 4–6               |
| Finalistka | 13. | 7. ledna 2012     | Auckland, Nový Zéland                 | tvrdý      | Julia Görgesová             | Andrea Hlaváčková Lucie Hradecká                          | 7–6(7–2), 2–6, [7–10]  |
| Finalistka | 14. | 15. dubna 2012    | Barcelona, Španělsko                  | antuka     | Francesca Schiavoneová      | Sara Erraniová Roberta Vinciová                           | 0–6, 2–6               |
| Finalistka | 15. | 21. července 2013 | Båstad, Švédsko                       | antuka     | Alexandra Dulgheruová       | Anabel Medinaová Garriguesová Klára Zakopalová            | 1–6, 4–6               |
| Vítězka    | 15. | 13. října 2013    | Ósaka, Japonsko                       | tvrdý      | Kristina Mladenovicová      | Samantha Stosurová Čang Šuaj                              | 6–4, 6–3               |
| Finalistka | 16. | 21. června 2014   | Eastbourne, Spojené království        | tráva      | Martina Hingisová           | Čan Chao-čching Čan Jung-žan                              | 3–6, 7–5, [7–10]       |
| Finalistka | 17. | 6. září 2014      | US Open, New York, Spojené státy      | tvrdý      | Martina Hingisová           | Jekatěrina Makarovová Jelena Vesninová                    | 6–2, 3–6, 2–6          |
| Vítězka    | 16. | 27. září 2014     | Wu-chan, Čína                         | tvrdý      | Martina Hingisová           | Cara Blacková Caroline Garciaová                          | 6–4, 5–7, [12–10]      |
| Vítězka    | 17. | 18. října 2014    | Moskva, Rusko                         | tvrdý (h)  | Martina Hingisová           | Caroline Garciaová Arantxa Parraová Santonjaová           | 6–3, 7–5               |

## Postavení na konečném žebříčku WTA

### Dvouhra
| Rok    | 1997 | 1998   | 1999   | 2000   | 2001   | 2002  | 2003  | 2004  | 2005  | 2006  | 2007  | 2008  | 2009  | 2010  | 2011  | 2012  | 2013  | 2014  | 2015 |
| Pořadí | 895. | ▲ 659. | ▲ 251. | ▼ 297. | ▲ 289. | ▲ 95. | ▲ 69. | ▲ 38. | ▲ 23. | ▼ 28. | ▼ 40. | ▲ 13. | ▲ 12. | ▼ 24. | ▲ 20. | ▼ 45. | ▲ 31. | ▲ 13. | ▲ 8. |

### Čtyřhra
| Rok    | 2001 | 2002   | 2003   | 2004   | 2005  | 2006  | 2007  | 2008  | 2009  | 2010 | 2011 | 2012  | 2013  | 2014  | 2015  |
| Pořadí | 321. | ▲ 136. | ▲ 111. | ▲ 100. | ▲ 22. | ▼ 32. | ▼ 37. | ▲ 22. | ▼ 29. | ▲ 2. | ▼ 8. | ▼ 30. | ▼ 32. | ▲ 14. | ▼ 21. |